# Runyinya
Runyinya är ett periodiskt vattendrag i Burundi.   Det ligger i provinsen Kirundo, i den norra delen av landet, 120 kilometer nordost om huvudstaden Bujumbura.
Omgivningarna runt Runyinya är en mosaik av jordbruksmark och naturlig växtlighet. Runt Runyinya är det tätbefolkat, med 343 invånare per kvadratkilometer.